# 翔子
翔子（しょうこ、1983年7月28日 - ）は、日本のものまねタレント。秋田県北秋田市鷹巣出身。本名・小柳翔子 。
鷹巣小学校、旧米内沢高校出身。オフィスあっとほーむ所属。身長は166cm。

## 経歴
日本テレビ『ものまねバトル』において大黒摩季のものまねをしてデビューする。 2014年11月12日にデビュー10周年記念ライブを行った。
趣味にNFL観戦、NBA観戦、アニメ、漫画等がある。埼玉西武ライオンズのファンである。

## レパートリー
- 大黒摩季
- 中島美嘉
- 渡辺美里
- ZARD
- レベッカ
- 松任谷由実
- LINDBERG
- ドリカム
- 華原朋美
- hitomi
- 一青窈
- SPEED
- 森高千里
- globe
- 元ちとせ
- 宇多田ヒカル
- 篠原涼子
- 広瀬香美
- 浜崎あゆみ
- 倖田來未
- 沢田知可子
- Superfly
- 美空ひばり
- 松村和子
- 奥村チヨ
- 坂本冬美
- 石川さゆり
- 都はるみ
- 小林幸子
- 八代亜紀
- テレサテン
- 渡辺真知子
- ピンクレディー
- ピンキーとキラーズ
- いしだあゆみ
- 天童よしみ
- 長山洋子
- 中村美津子
- 水森かおり
- 工藤静香
- ホイットニーヒューストン
- シンディーローパー
- セリーヌディオン
- マライアキャリー
- 新世紀エヴァンゲリオン
- 名探偵コナン
- ONE PIECE
- NARUTO

など。

## 出演
- ものまねバトル（日本テレビ）38大黒摩季でデビュー
- ものまねバトル45（日本テレビ）ZARDで出演
- ものまねバトル49（日本テレビ）大黒摩季で出演
- ものまねグランプリ7（日本テレビ）globeで出演
- ものまねグランプリ9（日本テレビ）沢田知可子と共演
- ものまねグランプリ10（日本テレビ）篠原涼子で出演
- ヒルナンデス（日本テレビ）コーナー大注目ナンデス5回出演
- ナカイの窓（日本テレビ）６曲メドレーにて出演
- しゃべくり007（日本テレビ）出演
- 潜入!リアルスコープ（フジテレビ）
- 火曜曲（TBSテレビ）４曲メドレーにて出演
- 日曜×芸人（テレビ朝日）中島美嘉で出演
- コロッケ千夜一夜（BS日本）
- Culb DAM（スカイパーフェクトTV）カラオケ指導役で出演
- 熱唱!ミリオンシンガー（日本テレビ）